# Fluvastatine
Fluvastatine is een cholesterolsyntheseremmer uit de groep van de statines. Het is een specifieke remmer van hydroxymethylglutarylco-enzym A-(HMG-CoA-)reductase, een enzym dat een essentiële rol speelt bij de biosynthese van cholesterol. Remming van deze synthese heeft onder andere toename van het aantal LDL-receptoren in de lever tot gevolg; dit resulteert in verlaging van LDL-cholesterol-, apolipoproteïne B- (apo-B-) en triglyceriden- (TG-)waarden in het plasma bij verhoogde cholesterolspiegels. Het verhoogt daarnaast enigszins het HDL-cholesterol in het plasma. Bij coronairlijden en primaire hypercholesterolemie kan fluvastatine de progressie van coronaire atherosclerose vertragen.

## Indicaties
- Aanvulling op dieet bij primaire hypercholesterolemie en bij gemengde dyslipidemie (Fredericksontype IIa en IIb), indien dieet en andere maatregelen alléén niet voldoende zijn.[1]
- Secundaire preventie bij coronaire hartziekte
- Secundaire preventie van Major Adverse Cardiac Events (hartdood, niet-fataal myocardinfarct en coronaire revascularisatie) bij patiënten met coronairlijden na coronaire percutane interventie

## Kinetische gegevens
- Biologische beschikbaarheid = ca. 24% door uitgebreid first-pass-effect (capsules); bij inname tijdens een vetrijke maaltijd 40% hoger, terwijl de resorptie vertraagd is.
- Maximale spiegel = 0,8 uur (capsules), 2 uur (tablet met gereguleerde afgifte) bij inname zonder voedsel.
- Plasma-eiwitbinding: > 98%.
- Verdelingsvolume = 4,7 l/kg.
- Metabolisering: verloopt vnl. via CYP2C9.
- Eliminatie: 93% met de feces.
- Eliminatiehalveringstijd = ca. 2,3 uur (capsule). Schijnbare halveringstijd van de tablet met gereguleerde afgifte: 7 uur.

## Nevenwerkingen
- Soms
  - Maag-darmklachten (misselijkheid, buikpijn, obstipatie, winderigheid, zuurbranden of diarree)
  - Hoofdpijn, duizeligheid, wazig zien, vermoeidheid, slapeloosheid
  - Huiduitslag, jeuk, roodheid
- Zelden
  - Spierpijn, gewrichtspijn, spierzwakte en spierkramp
- Zeer zelden
  - Ernstige overgevoeligheidsreactie
  - Leverontsteking
  - Doof of tintelend gevoel in de ledematen

## Wisselwerkingen
- Bepaalde middelen tegen hiv en aids
- Gemfibrozil (Lopid) = ander cholesterol- en vetverlagend middel